# Cuenca de Tsushima

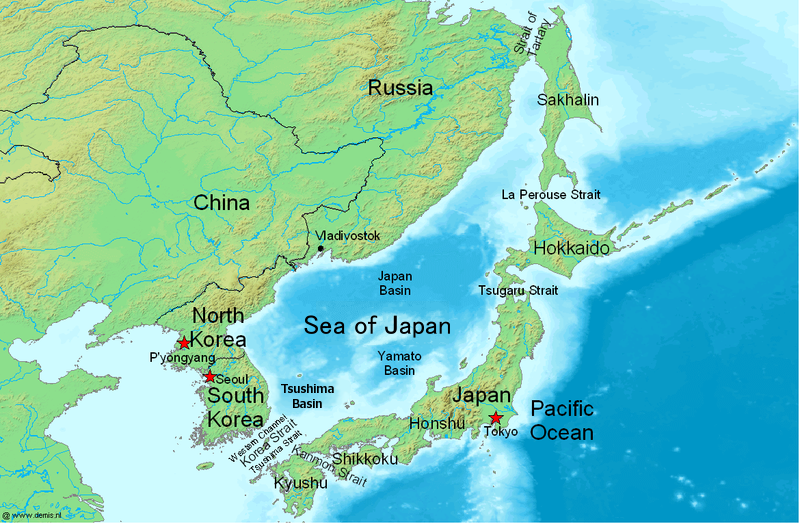
La cuenca de Tsushima se encuentra donde el mar del Japón se encuentra con el estrecho de Corea.

La Tsushima Basin (対馬海盆, tsushima kaibon) o Ulleung Basin (울릉분지, ulleung bunji)  es una cuenca oceánica ubicada donde el mar del Japón (mar del Este) se encuentra con el estrecho de Corea. Queda inmediatamente al sur de Ulleungdo y las Rocas de Liancourt, en el extremo oriental de la Zona económica exclusiva surcoreana y el extremo occidental de la ZEE japonesa. 
En 1978, el gobierno japonés registró el nombre de "Tsushima Basin" con la Organización Hidrográfica Internacional  unilateralmente sin pasar proceso oficial. En abril de 2006, los planes de Japón de investigar la región y los de Corea del Sur de registrar el nombre de "Ulleung Basin" con la Organización Hidrográfica Internacional dieron como resultado un conflicto diplomático entre los dos países. Ambos países más tarde estuvieron de acuerdo en resolverlo "en un momento apropiado."
Las primeras perforaciones exploratorias en busca de gas en 1972, pero los descubrimientos de gas han provocado interés regional desde finales de los años ochenta. El primer descubrimiento de gas comercial se documentó en el año 1998. Nueve de los quince pozos exploratorios han contenido gas, una proporción que indica altas perspectivas potenciales.